# Villar San Costanzo
Villar San Costanzo es una localidad y comuna italiana de la provincia de Cuneo, región de Piamonte.
Está situada a unos 70 km al sudoeste de Turín y a unos 15 km al noroeste de Cuneo. 
Villar San Costanzo incluye la reserva natural conocida como Ciciu del Villar; una Abadía de principios del 700 d.c. y la muy antigua iglesia de San Costanzo al Monte, un sorprendente ejemplo de arquitectura Romanesca-Gótica que data del siglo XII. 
La localidad toma su nombre de San Constancio, un soldado cristiano de la legión Tebana, de quien se dice fue decapitado por los paganos en el lugar hoy ocupado por el santuario de San Costanzo al Monte. La leyenda asevera que las formaciones geológicas conocidas como Ciciu del Villar -columnas formadas por erosión natural- fueron soldados Romanos enviados a matarle, milagrosamente petrificados.[2]

## Evolución demográfica
| Gráfica de evolución demográfica de Villar San Costanzo entre 1861 y 2001 |
|                                                                           |
| Fuente ISTAT - elaboración gráfica de Wikipedia                           |